# Benjamin Cardozo
Benjamin Nathan Cardozo (Nova Iorque, 24 de maio de 1870 — Port Chester, 9 de julho de 1938) foi um advogado e jurista norte-americano, conhecido por sua significativa influência no desenvolvimento do Common law norte-americano no século XX. Cardozo foi um dos juízes da Suprema Corte dos Estados Unidos de 1932 até sua morte, em 1938. Muitas das suas principais decisões foram dadas quando foi juiz da New York Court of Appeals, onde serviu por dezoito anos.
Cardozo era descendente de judeus sefarditas de origem portuguesa, embora tivesse sido agnóstico em sua vida adulta.

## Vida e Carreira
Cardozo nasceu um 1870 em Nova Iorque, filo de Rebecca Washington (nascida Rebecca Nathan) e Albert Jacob Cardozo. Seus avós maternos, Sara Seixas e Isaac Mendes Seixas Nathan e seus avós paternos, Ellen Hart e Michael H. Cardozo eram judeus sefarditas da comunidade judaica portuguesa, afiliados com a Manhattan’s Congregation Shearith Israel. Suas famílias emigraram de Londres, Reino Unido, antes da Revolução Americana. A família descendia de cristãos-novos que deixaram a Península Ibérica e foram para a Holanda durante o período da Inquisição, onde voltaram a praticar o judaísmo.
O pai de Benjamin Cardozo, Albert Cardozo, foi juiz da Suprema Corte de Nova Iorque (Supreme Court of New York) até 1868, quando foi afastado por um escândalo de corrupção.
Rebecca Cardozo morreu em 1879, quando Benjamin e sua irmã gêmea Emily, eram ainda jovens. Os gêmeos foram criados durante a maior parte de sua infância pela irmã mais velha Nell, que tinha onze anos quando da morte da mãe. Aos 15 anos, Cardozo foi admitido na Universidade de Columbia (Columbia University), foi eleito para a fraternidade Phi Beta Kappa, tendo iniciado seu curso de Direito na Columbia Law School em 1889. Quando Cardozo entrou na Columbia Law School, o curso de direito era de dois anos. No meio de seus estudos, porém, aprovou-se a extensão do curso de direito para três anos. Cardozo recusou-se a permaneceu por mais um ano e deixou a faculdade de direito sem diploma. Ele passou, porém, o exame de ordem em 1891 e começou a advogar com seu irmão mais velho. Em novembro de 1913, Cardozo foi eleito para juiz da New York Supreme Court, e assumiu o cargo em 1º de janeiro de 1914, onde serviu por 14 anos.
Em 1932, o presidente americano Herbert Hoover indicou Cardozo para a Suprema Corte dos Estados Unidos para suceder Oliver Wendell Holmes. A indicação de Cardozo foi ratificada por unanimidade no Senado dos Estados Unidos em 24 de fevereiro de 1932.
No final de 1937, Cardozo teve um infarto e no início de 1938 sofreu de um acidente vascular cerebral. Ele morreu em 9 de julho de 1938, aos 68 anos e foi enterrado no cemitério Beth Olam, no Queens, Nova Iorque.

### Obra
A sua principal e mais difundida obra é ''A Natureza do Processo Judicial'' (''The Nature of the Judicial Process"), uma consolidação de quatro palestras de Cardozo.

### Casos na Suprema Corte dos Estados Unidos
- Nixon v. Condon, 286 U.S. 73 (1932)
- Welch v. Helvering, 290 U.S. 111 (1933)
- Panama Refining Co. v. Ryan, 293 U.S. 388 (1935)
- A.L.A. Schechter Poultry Corp. v. United States, 295 U.S. 495 (1935).
- Carter v. Carter Coal Company, 298 U.S. 238 (1936).
- Steward Machine Company v. Davis, 301 U.S. 548 (1937)
- Helvering v. Davis, 301 U.S. 619 (1937)
- Palko v. Connecticut, 302 U.S. 319 (1937)

## Publicações
- Cardozo, Benjamin N. (1921), The Nature of the Judicial Process, The Storrs Lectures Delivered at Yale University.
- Cardozo, Benjamin N. (1924), The Growth of the Law, 5 Additional Lectures Delivered at Yale University.
- Cardozo, Benjamin N. (1928). The Paradoxes of Legal Science. [S.l.]: Columbia University. OCLC 843833
- Cardozo, Benjamin N. (1931), Law and Literature and Other Essays and Addresses.
- Cardozo, Benjamin N. (1889), The Altruist in Politics, commencement oration at Columbia College, Gutenberg Project version.